# Kranevo Point
Der Kranevo Point (englisch; bulgarisch нос Кранево nos Kranewo) ist eine felsige Landspitze im Nordwesten von Tower Island im Palmer-Archipel vor der Westküste der Antarktischen Halbinsel. Sie bildet die südliche Begrenzung der Einfahrt zur Mindya Cove und liegt 2,4 km südwestlich des Kap Leguillou, 3,5 km nördlich des Ustina Point und 5,8 km nordnordwestlich des Peña Point.
Die bulgarische Kommission für Antarktische Geographische Namen benannte sie 2009 nach der Ortschaft Kranewo im Nordosten Bulgariens.